# 全国学生躰道優勝大会
全国学生躰道優勝大会（ぜんこくがくせいたいどうゆうしょうたいかい）は、NPO法人日本躰道協会が主催する大学生の躰道全国大会である。第1回は1967年に千葉県の市川市にある、東京医科歯科大学教養部体育館で行われた。第29回大会（1995年）までは日本学生躰道協会が主催していた。

## 概略
1967年の開催以後、年に一度開催されている。当初は大学躰道部所属選手のみ参加可能であったが、2000年度より一般道場生である大学生も、個人種目に限り参加できるようになった。

## 開催年度と結果
| 回数    | 年月    | 会場                   | 順位 | 総合優勝     | 団体実戦競技   | 団体実戦競技   | 団体法形競技 | 団体法形競技 | 団体展開競技 | 団体展開競技 | 個人実戦競技             | 個人実戦競技           | 個人法形競技             | 個人法形競技           | 新人団体法形競技 |
| 回数    | 年月    | 会場                   | 順位 | 総合優勝     | 男子           | 女子           | 男子         | 女子         | 男子         | 女子         | 男子                     | 女子                   | 男子                     | 女子                   | 新人団体法形競技 |
| ------- | ------- | ---------------------- | ---- | ------------ | -------------- | -------------- | ------------ | ------------ | ------------ | ------------ | ------------------------ | ---------------------- | ------------------------ | ---------------------- | ---------------- |
| 第1回   | 1967年  | 東京医科歯科大学教養部 | 優勝 | 東京医歯大   | -              | -              | -            | -            | -            | -            | -                        | -                      | -                        | -                      | -                |
| 第1回   | 1967年  | 東京医科歯科大学教養部 | 2位  | -            | -              | -              | -            | -            | -            | -            | -                        | -                      | -                        | -                      | -                |
| 第1回   | 1967年  | 東京医科歯科大学教養部 | 3位  | -            | -              | -              | -            | -            | -            | -            | -                        | -                      | -                        | -                      | -                |
| 第3回   | 1969年  | -                      | 優勝 | -            | 国際商科A      | 国際商科A      | 国際商科大   | 国際商科大   | 北里大学     | 北里大学     | -                        | -                      | -                        | -                      | 二松學舎大       |
| 第3回   | 1969年  | -                      | 2位  | -            | 国際商科B      | 国際商科B      | 流通経済大   | 流通経済大   | 城西大学     | 城西大学     | -                        | -                      | -                        | -                      | 国際商科大       |
| 第3回   | 1969年  | -                      | 3位  | -            | 城西大学       | 城西大学       | 福島県医大   | 福島県医大   | 帝京大学     | 帝京大学     | -                        | -                      | -                        | -                      | 帝京大学         |
| 第4回   | 1970年  | -                      | 優勝 | -            | 流通経済大     | 流通経済大     | 福島県医大   | 福島県医大   | 国際商科大   | 国際商科大   | -                        | -                      | -                        | -                      | 二松學舎大       |
| 第4回   | 1970年  | -                      | 2位  | -            | 芝浦工業大     | 芝浦工業大     | 国際商科大   | 国際商科大   | 流通経済大   | 流通経済大   | -                        | -                      | -                        | -                      | 東京医歯大       |
| 第4回   | 1970年  | -                      | 3位  | -            | 城西大学       | 城西大学       | 流通経済大   | 流通経済大   | 城西大学     | 城西大学     | -                        | -                      | -                        | -                      | 帝京大学         |
| 第5回   | 1971年  | -                      | 優勝 | -            | 芝浦工業大     | 芝浦工業大     | 国際商科大   | 国際商科大   | 北里大学     | 北里大学     | -                        | -                      | -                        | -                      | 国際商科大       |
| 第5回   | 1971年  | -                      | 2位  | -            | 大阪産業大     | 大阪産業大     | 流通経済大   | 流通経済大   | 帝京大学     | 帝京大学     | -                        | -                      | -                        | -                      | 城西大学         |
| 第5回   | 1971年  | -                      | 3位  | -            | 流通経済大     | 流通経済大     | 福島県医大   | 福島県医大   | 流通経済大   | 流通経済大   | -                        | -                      | -                        | -                      | 北里大学         |
| 第6回   | 1972年  | -                      | 優勝 | -            | 二松學舎大     | 二松學舎大     | 国際商科大   | 国際商科大   | 北里大学     | 北里大学     | -                        | -                      | -                        | -                      | 北里大学         |
| 第6回   | 1972年  | -                      | 2位  | -            | 芝浦工業大     | 芝浦工業大     | 二松學舎大   | 二松學舎大   | 国際商科大   | 国際商科大   | -                        | -                      | -                        | -                      | 国際商科大       |
| 第6回   | 1972年  | -                      | 3位  | -            | 国際商科大     | 国際商科大     | 福島県医大   | 福島県医大   | 帝京大学     | 帝京大学     | -                        | -                      | -                        | -                      | 東京医歯大       |
| 第7回   | 1973年  | -                      | 優勝 | 城西大学     | 北里大学       | 北里大学       | 城西大学     | 城西大学     | 城西大学     | 城西大学     | -                        | -                      | -                        | -                      | 国際商科大       |
| 第7回   | 1973年  | -                      | 2位  | 国際商科大   | 帝京大学       | 帝京大学       | 東京医歯大   | 東京医歯大   | 北里大学     | 北里大学     | -                        | -                      | -                        | -                      | 東京医歯大       |
| 第7回   | 1973年  | -                      | 3位  | 東京医歯大   | 城西・東洋     | 城西・東洋     | 国際商科大   | 国際商科大   | 城西大学     | 城西大学     | -                        | -                      | -                        | -                      | 国際商科大       |
| 第8回   | 1974年  | -                      | 優勝 | 帝京大学     | 法政大学       | 法政大学       | 国際商科大   | 国際商科大   | 帝京大学     | 帝京大学     | -                        | -                      | -                        | -                      | 法政大学         |
| 第8回   | 1974年  | -                      | 2位  | 法政大学     | 城西大学       | 城西大学       | 福島県医大   | 福島県医大   | 城西大学     | 城西大学     | -                        | -                      | -                        | -                      | 北里大学         |
| 第8回   | 1974年  | -                      | 3位  | 国際商科大   | 帝京大学       | 帝京大学       | 帝京大学     | 帝京大学     | 北里大学     | 北里大学     | -                        | -                      | -                        | -                      | 国際商科大       |
| 第9回   | 1975年  | -                      | 優勝 | 国際商科大   | 東洋大学       | 東洋大学       | 国際商科大   | 国際商科大   | 国際商科大   | 国際商科大   | -                        | -                      | -                        | -                      | 法政大学         |
| 第9回   | 1975年  | -                      | 2位  | 東京医歯大   | 帝京大学       | 帝京大学       | 大東文化大   | 大東文化大   | 東京医歯大   | 東京医歯大   | -                        | -                      | -                        | -                      | 城西大学         |
| 第9回   | 1975年  | -                      | 3位  | 帝京大学     | 東海大学       | 東海大学       | 二松學舎大   | 二松學舎大   | 帝京大学     | 帝京大学     | -                        | -                      | -                        | -                      | 東京医歯大       |
| 第10回  | 1976年  | -                      | 優勝 | 国際商科大   | 東洋大学       | 東洋大学       | 国際商科大   | 国際商科大   | 国際商科大   | 国際商科大   | 河内(拓殖)               | -                      | -                        | -                      | 大東文化大       |
| 第10回  | 1976年  | -                      | 2位  | 大東文化大   | 法政大学       | 法政大学       | 東北学院大   | 東北学院大   | 北里大学     | 北里大学     | 多田(法政)               | -                      | -                        | -                      | 東京医歯大       |
| 第10回  | 1976年  | -                      | 3位  | 東京医歯大   | 芝浦工業大     | 芝浦工業大     | 大東文化大   | 大東文化大   | 帝京大学     | 帝京大学     | 増田(東洋)               | -                      | -                        | -                      | 東海大清水       |
| 第11回  | 1977年  | -                      | 優勝 | 国際商科大   | 芝浦工業大     | 芝浦工業大     | 東京医歯大   | 東京医歯大   | 東京医歯大   | 東京医歯大   | -                        | -                      | -                        | 大野(国商)             | 国際商科大       |
| 第11回  | 1977年  | -                      | 2位  | 東京医歯大   | 東北学院大     | 東北学院大     | 国際商科大   | 国際商科大   | 大東文化大   | 大東文化大   | -                        | -                      | -                        | 小松(北里)             | 大東文化大       |
| 第11回  | 1977年  | -                      | 3位  | 大東文化大   | 国際商科大     | 国際商科大     | 大東文化大   | 大東文化大   | 帝京大学     | 帝京大学     | -                        | -                      | -                        | 山本(国商)             | 東海大湘南       |
| 第12回  | 1978年  | -                      | 優勝 | 東京医歯大   | 東京医歯大     | 東京医歯大     | 東京医歯大   | 東京医歯大   | 国際商科大   | 国際商科大   | 田中(北里)               | -                      | -                        | 塩沢(国商)             | 国際商科大       |
| 第12回  | 1978年  | -                      | 2位  | 国際商科大   | 城西大学       | 城西大学       | 国際商科大   | 国際商科大   | 東京医歯大   | 東京医歯大   | 加藤(東海)               | -                      | -                        | 宇賀山(医歯)           | 東北学院大       |
| 第12回  | 1978年  | -                      | 3位  | 北里大学     | 芝浦工業大     | 芝浦工業大     | 東洋大学     | 東洋大学     | 福島県医大   | 福島県医大   | 川上(芝工)               | -                      | -                        | 吉次(医歯)             | 城西大学         |
| 第13回  | 1979年  | -                      | 優勝 | 大東文化大   | 大東文化大     | 大東文化大     | 大東文化大   | 大東文化大   | 大東文化大   | 大東文化大   | 落合(城西)               | -                      | -                        | 新田(医歯)             | 二松學舎大       |
| 第13回  | 1979年  | -                      | 2位  | 東京医歯大   | 東京医歯大     | 東京医歯大     | 東京医歯大   | 東京医歯大   | 北海道大学   | 北海道大学   | 三浦(北里)               | -                      | -                        | 荻野(国商)             | 大東文化大       |
| 第13回  | 1979年  | -                      | 3位  | 城西・大産   | 東北学院大     | 東北学院大     | 東北学院大   | 東北学院大   | 東京医歯大   | 東京医歯大   | 佐古(大東)               | -                      | -                        | 織田(北里)             | 東北学院大       |
| 第14回  | 1980年  | -                      | 優勝 | 大東文化大   | 大東文化大     | 大東文化大     | 東京医歯大   | 東京医歯大   | 東京医歯大   | 東京医歯大   | 渡辺(大東)               | -                      | -                        | 新田(医歯)             | 東海大湘南       |
| 第14回  | 1980年  | -                      | 2位  | 東海大学     | 東海大湘南     | 東海大湘南     | 国際商科大   | 国際商科大   | 大東文化大   | 大東文化大   | 小椋(法政)               | -                      | -                        | 新妻(北里)             | 東北学院大       |
| 第14回  | 1980年  | -                      | 3位  | 東京医歯大   | 大阪産業大     | 大阪産業大     | 東海大湘南   | 東海大湘南   | 東海大湘南   | 東海大湘南   | 大岡(東洋)               | -                      | -                        | 山本(北大)             | 千葉工業大       |
| 第15回  | 1981年  | -                      | 優勝 | 東海大学     | 東海大湘南     | 東海大湘南     | 国際商科大   | 国際商科大   | 国際商科大   | 国際商科大   | 田村(大東)               | -                      | -                        | 大滝(北里)             | 東海大湘南       |
| 第15回  | 1981年  | -                      | 2位  | 国際商科大   | 東京医歯大     | 東京医歯大     | 東海大湘南   | 東海大湘南   | 東京医歯大   | 東京医歯大   | 鬼澤(医歯)               | -                      | -                        | 中島(医歯)             | 東海大湘南       |
| 第15回  | 1981年  | -                      | 3位  | 東京医歯大   | 大東文化大     | 大東文化大     | 東北学院大   | 東北学院大   | 東海大湘南   | 東海大湘南   | 添田(国商)               | -                      | -                        | 田辺(医歯)             | 東北福祉大       |
| 第16回  | 1982年  | 練馬区総合体育館       | 優勝 | 東京医歯大   | 大東文化大     | 大東文化大     | 城西大       | 城西大       | 東京医歯大   | 東京医歯大   | 竹田(神学)               | -                      | -                        | 染宮(国商)             | 東海大清水       |
| 第16回  | 1982年  | 練馬区総合体育館       | 2位  | 国商・東海   | 国際商科大     | 国際商科大     | 東京医歯大   | 東京医歯大   | 東海大清水   | 東海大清水   | 寺田(医歯)               | -                      | -                        | 大滝(北里)             | 北里大学         |
| 第16回  | 1982年  | 練馬区総合体育館       | 3位  | 城西大学     | 拓殖大學       | 拓殖大學       | 東北福祉大   | 東北福祉大   | 大東文化大   | 大東文化大   | 佐藤(東洋)               | -                      | -                        | 大谷(北大)             | 城西大学         |
| 第17回  | 1983年  | -                      | 優勝 | 東海大学     | 東海大湘南     | 東海大湘南     | 東海大清水   | 東海大清水   | 東海大清水   | 東海大清水   | 立川(拓殖)               | -                      | 金(医歯)                 | 染宮(国商)             | 東海大湘南       |
| 第17回  | 1983年  | -                      | 2位  | 東京医歯大   | 東京医歯大     | 東京医歯大     | 東海大湘南   | 東海大湘南   | 東京医歯大   | 東京医歯大   | 野中(東湘)               | -                      | 舛田(東福)               | 七海(福医)             | 二松學舎大       |
| 第17回  | 1983年  | -                      | 3位  | 東海大清水   | 国際商科大     | 国際商科大     | 東海大湘南   | 東海大湘南   | 東海大湘南   | 東海大湘南   | 金(医歯)                 | -                      | 鳥潟(東湘)               | 坂井(拓殖)             | 城西大学         |
| 第18回  | 1984年  | 城西大学体育館         | 優勝 | 東海大学     | 東海大湘南     | 東海大湘南     | 城西大学     | 城西大学     | 東京医歯大   | 東京医歯大   | 立川(拓殖)               | -                      | 羽賀(国商)               | 染宮(国商)             | 東海大湘南       |
| 第18回  | 1984年  | 城西大学体育館         | 2位  | 国際商科大   | 国際商科大     | 国際商科大     | 東海大湘南   | 東海大湘南   | 東海大清水   | 東海大清水   | 渡辺(医歯)               | -                      | 橋本(城西)               | 田淵(国商)             | 東京医歯大       |
| 第18回  | 1984年  | 城西大学体育館         | 3位  | 東京医歯大   | 大東文化大     | 大東文化大     | 東京医歯大   | 東京医歯大   | 東海大湘南   | 東海大湘南   | 佐々木(東福)             | -                      | 永山(東湘)               | 今川(北里)             | 二松學舎大       |
| 第19回  | 1985年  | 大宮市民体育館         | 優勝 | 東海大学     | 福島県医大     | 福島県医大     | 東海大湘南   | 東海大湘南   | 東海大湘南   | 東海大湘南   | 池谷(城西)               | -                      | 永山(東湘)               | 田淵(国商)             | 拓殖大學         |
| 第19回  | 1985年  | 大宮市民体育館         | 2位  | 東海大湘南   | 東海大湘南     | 東海大湘南     | 東海大清水   | 東海大清水   | 国際商科大   | 国際商科大   | 公文(城西)               | -                      | 後藤(東湘)               | 片山(医歯)             | 福島県医大       |
| 第19回  | 1985年  | 大宮市民体育館         | 3位  | 福島県医大   | 東海大清水     | 東海大清水     | 大東文化大   | 大東文化大   | 東海大清水   | 東海大清水   | 久保(北大)               | -                      | 長尾(東清)               | 藤木(福医)             | 東海大清水       |
| 第20回  | 1986年  | 志木市民体育館         | 優勝 | 東京国際大   | 東京国際大     | 東京国際大     | 二松學舎大   | 二松學舎大   | 東京医歯大   | 東京医歯大   | 浅沼(拓殖)               | -                      | 羽賀(東国)               | 片山(医歯)             | 東海大清水       |
| 第20回  | 1986年  | 志木市民体育館         | 2位  | 東京医歯大   | 大東文化大     | 大東文化大     | 東京医歯大   | 東京医歯大   | 福島県医大   | 福島県医大   | 渡辺(城西)               | -                      | 永山(東湘)               | 駄栗毛(東国)           | 東海大湘南       |
| 第20回  | 1986年  | 志木市民体育館         | 3位  | 東海大学     | 東京医歯大     | 東京医歯大     | 東京国際大   | 東京国際大   | 東京国際大   | 東京国際大   | 古木(医歯)               | -                      | 斎藤(東国)               | 田淵(東国)             | 福島県医大       |
| 第21回  | 1987年  | 志木市民体育館         | 優勝 | 東京医歯大   | 大東文化大     | 大東文化大     | 東京医歯大   | 東京医歯大   | 東京医歯大   | 東京医歯大   | 小泉(北函)               | -                      | 門馬(東福)               | 田淵(東国)             | 城西大学         |
| 第21回  | 1987年  | 志木市民体育館         | 2位  | 大東文化大   | 北里大三陸     | 北里大三陸     | 東海大湘南   | 東海大湘南   | 福島県医大   | 福島県医大   | 佐藤(医歯)               | -                      | 加藤(拓殖)               | 宮原(大東)             | 二松學舎大       |
| 第21回  | 1987年  | 志木市民体育館         | 3位  | 城西大学     | 北海道大学     | 北海道大学     | 拓殖大學     | 拓殖大學     | 大東文化大   | 大東文化大   | 松西(北大)               | -                      | 桜田(城西)               | 片山(医歯)             | 福島県医大       |
| 第22回  | 1988年  | 志木市民体育館         | 優勝 | 大東文化大   | 東京国際大     | 東京国際大     | 東京医歯大   | 東京医歯大   | 東京医歯大   | 東京医歯大   | 鍋田(拓殖)               | -                      | 門馬(東福)               | 片山(医歯)             | 二松學舎大       |
| 第22回  | 1988年  | 志木市民体育館         | 2位  | 東京医歯大   | 大東文化大     | 大東文化大     | 東海大湘南   | 東海大湘南   | 大東文化大   | 大東文化大   | 福島(東湘)               | -                      | 川越(医歯)               | 宮原(大東)             | 東京医歯大       |
| 第22回  | 1988年  | 志木市民体育館         | 3位  | 東京国際大   | 北海道大学     | 北海道大学     | 拓殖大學     | 拓殖大學     | 東京国際大   | 東京国際大   | 大平(福医)               | -                      | 吹田(大東)               | 駄栗毛(東国)           | 大東文化大       |
| 第23回  | 1989年  | 志木市民体育館         | 優勝 | 大東文化大   | 東京国際大     | 東京国際大     | 大東文化大   | 大東文化大   | 大東文化大   | 大東文化大   | 白石(東国)               | -                      | 門馬(東福)               | 宮原(大東)             | 東京国際大       |
| 第23回  | 1989年  | 志木市民体育館         | 2位  | 東京国際大   | 大東文化大     | 大東文化大     | 城西大学     | 城西大学     | 東京国際大   | 東京国際大   | 竹内(医歯)               | -                      | 内藤(大東)               | 伊藤(東国)             | 城西大学         |
| 第23回  | 1989年  | 志木市民体育館         | 3位  | 城西大学     | 拓殖大學       | 拓殖大學       | 大東文化大   | 大東文化大   | 大東文化大   | 大東文化大   | 幸田(大東)               | -                      | 斎藤(東国)               | 岡田(東国)             | 大東文化大       |
| 第24回  | 1990年  | 東京武道館             | 優勝 | 東京国際大   | 東京国際大     | 東京国際大     | 大東文化大   | 大東文化大   | 東京国際大   | 東京国際大   | 岡庭(大東)               | 伊藤(東国)             | 斎藤(東国)               | 奥山(東福)             | 東京国際大       |
| 第24回  | 1990年  | 東京武道館             | 2位  | 大東文化大   | 大東文化大     | 大東文化大     | 東京国際大   | 東京国際大   | 大東文化大   | 大東文化大   | 鍋田(拓殖)               | 丹羽(東湘)             | 鎌田(大東)               | 春日(城西)             | 大東文化大       |
| 第24回  | 1990年  | 東京武道館             | 3位  | 東京福祉大   | 東海大学       | 東海大学       | 東京国際大   | 東京国際大   | 東京医歯大   | 東京医歯大   | 丸山(東国)               | 角田(城西)             | 門馬(東福)               | 伊藤(東国)             | 福島県医大       |
| 第25回  | 1991年  | 東京武道館             | 優勝 | 大東文化大   | 大東文化大     | 大東文化大     | 大東文化大   | 大東文化大   | 大東文化大   | 大東文化大   | 甘利(大東)               | 泉(大東)               | 丹井田(拓殖)             | 渡嘉敷(大東)           | 城西大学         |
| 第25回  | 1991年  | 東京武道館             | 2位  | 東京国際大   | 城西大学       | 城西大学       | 大東文化大   | 大東文化大   | 東京医歯大   | 東京医歯大   | 藤原(北大)               | 市川(福医)             | 門馬(大東)               | 法月(大東)             | 大東文化大       |
| 第25回  | 1991年  | 東京武道館             | 3位  | 城西大学     | 東京国際大     | 東京国際大     | 東京医歯大   | 東京医歯大   | 東京国際大   | 東京国際大   | 神谷(城西)               | 立入(大東)             | 塩崎(医歯)               | 石田(城西)             | 東京国際大       |
| 第26回  | 1992年  | 東京武道館             | 優勝 | 大東文化大   | 東京国際大     | 東京国際大     | 東京医歯大   | 東京医歯大   | 東京国際大   | 東京国際大   | 丸山(東国)               | 法月(大東)             | 安部(仙台)               | 法月(大東)             | 大東文化大       |
| 第26回  | 1992年  | 東京武道館             | 2位  | 東京国際大   | 大東文化大     | 大東文化大     | 大東文化大   | 大東文化大   | 大東文化大   | 大東文化大   | 三宅(大東)               | 竹前(大東)             | 塩崎(医歯)               | 石田(城西)             | 福島県医大       |
| 第26回  | 1992年  | 東京武道館             | 3位  | 東京医歯大   | 城西大学       | 城西大学       | 東京国際大   | 東京国際大   | 東京国際大   | 東京国際大   | 都築(大東)               | 前田(北大)             | 菊地(大東)               | 鈴木(大東)             | 大東文化大       |
| 第27回  | 1993年  | 東京武道館             | 優勝 | 大東文化大   | 東京国際大     | 大東文化大     | 大東文化大   | 大東文化大   | 東京国際大   | 東京国際大   | 門馬(大東)               | 塩澤(東国)             | 菊地(大東)               | 法月(大東)             | 北海道大学       |
| 第27回  | 1993年  | 東京武道館             | 2位  | 東京国際大   | 城西大学       | 東京国際大     | 東北福祉大   | 東北福祉大   | 大東文化大   | 大東文化大   | 千葉(大東)               | 石田(城西)             | 門馬(大東)               | 鈴木(大東)             | 大東文化大       |
| 第27回  | 1993年  | 東京武道館             | 3位  | 城西大学     | 大東文化大     | 城西大学       | 東京国際大   | 東京国際大   | 大東文化大   | 大東文化大   | 須田(東福)               | 法月(大東)             | 塩崎(医歯)               | 石田(城西)             | 二松學舎大       |
| 第28回  | 1994年  | 東京武道館             | 優勝 | 大東文化大   | 東京国際大     | 東京国際大     | 北海道函館   | 北海道函館   | 東京国際大   | 東京国際大   | 日吉(大東)               | 法月(大東)             | 坂本(福医)               | 法月(大東)             | 城西大学         |
| 第28回  | 1994年  | 東京武道館             | 2位  | 東京国際大   | 大東文化大     | 大東文化大     | 東京国際大   | 東京国際大   | 大東文化大   | 大東文化大   | 佐藤(福医)               | 根岸(東国)             | 山田(拓殖)               | 横山(拓殖)             | 北海道大学       |
| 第28回  | 1994年  | 東京武道館             | 3位  | 城西大学     | 大阪経法大     | 城西大学       | 城西大学     | 城西大学     | 城西大学     | 城西大学     | 中山(経法)               | 橋本(東国)             | 西田(法政)               | 最上(法政)             | 大東文化大       |
| 第29回  | 1995年  | 東京武道館             | 優勝 | 大東文化大   | 拓殖大學       | 東京国際大     | 北里大学     | 北里大学     | 拓殖大學     | 拓殖大學     | 豊嶋(大東)               | 柳(大東)               | 蜂巣(大東)               | 柳(大東)               | 拓殖大學         |
| 第29回  | 1995年  | 東京武道館             | 2位  | 東京国際大   | 大東文化大     | 大東文化大     | 大東文化大   | 大東文化大   | 東京国際大   | 東京国際大   | 中山(経法)               | 井上(東国)             | 坂本(福医)               | 横山(拓殖)             | 大東文化大       |
| 第29回  | 1995年  | 東京武道館             | 3位  | 拓殖大學     | 大阪経法大     | 城西大学       | 城西大学     | 城西大学     | 大東文化大   | 大東文化大   | 成川(大東)               | 桜井(東国)             | 天野(東国)               | 最上(法政)             | 北海道大学       |
| 第30回  | 1996年  | 東京武道館             | 優勝 | 大東文化大   | 福島県医大     | 東京国際大     | 大東文化大   | 大東文化大   | 大東文化大   | 大東文化大   | 金子(拓殖)               | 田地(東国)             | 高橋(大東)               | 牧元(大東)             | 城西大学         |
| 第30回  | 1996年  | 東京武道館             | 2位  | 東京国際大   | 拓殖大學       | 大東文化大     | 北里大学     | 北里大学     | 大東文化大   | 大東文化大   | 阿部(東福)               | 佐藤(福医)             | 根本(國士)               | 堀本(大東)             | 大東文化大       |
| 第30回  | 1996年  | 東京武道館             | 3位  | 城西大学     | 北里大学       | 城西大学       | 城西大学     | 城西大学     | 東京国際大   | 東京国際大   | 成川(大東)               | 牧元(大東)             | 渡辺(大東)               | 田地(東国)             | 東京国際大       |
| 第31回  | 1997年  | 東京武道館             | 優勝 | 東京国際大   | 大東文化大     | 東京国際大     | 北里大学     | 北里大学     | 東京国際大   | 東京国際大   | 小松(東国)               | 亀里(城西)             | 中島(東福)               | 伊藤(東福)             | 城西大学         |
| 第31回  | 1997年  | 東京武道館             | 2位  | 城西大学     | 城西大学       | 城西大学       | 東北福祉大   | 東北福祉大   | 大東文化大   | 大東文化大   | 木根渕(大東)             | 山根(城西)             | 木根渕(大東)             | 星野(東国)             | 福島県医大       |
| 第31回  | 1997年  | 東京武道館             | 3位  | 大東文化大   | 拓殖大學       | 大東文化大     | 東京国際大   | 東京国際大   | 拓殖大學     | 拓殖大學     | 金子(拓殖)               | 福崎(東国)             | 渡辺(大東)               | 平澤(北里)             | 北海道大学       |
| 第32回  | 1998年  | 東京武道館             | 優勝 | 東京国際大   | 拓殖大學       | 東京国際大     | 北海道大学   | 大東文化大   | 東京国際大   | 東京国際大   | 佐藤(東国)               | 堀川(大東)             | 根本(國士)               | 板垣(東国)             | 北海道大学       |
| 第32回  | 1998年  | 東京武道館             | 2位  | 大東文化大   | 福島県医大     | 東北福祉大     | 福島県医大   | 東京国際大   | 福島県医大   | 福島県医大   | 石山(法政)               | 吉川(福医)             | 濱田(城西)               | 蒲池(大東)             | 拓殖大學         |
| 第32回  | 1998年  | 東京武道館             | 3位  | 福島県医大   | 城西大学       | 福島県医大     | 東京国際大   | 東北福祉大   | 大東文化大   | 大東文化大   | 村上(大東)               | 高井(東国)             | 高橋(北大)               | 真崎(法政)             | 北里大学A        |
| 第33回  | 1999年  | 東京武道館             | 優勝 | 大東文化大   | 拓殖大學       | 大東文化大     | 東京国際大   | 東京国際大   | 大東文化大   | 大東文化大   | 涌井(東国)               | 堀川(大東)             | 中野(拓殖)               | 蒲池(大東)             | 福島県医大       |
| 第33回  | 1999年  | 東京武道館             | 2位  | 東京国際大   | 城西大学       | 北里大学       | 北海道大学   | 大東文化大   | 東京国際大   | 東京国際大   | 猫嶋(大東)               | 星野(東国)             | 塚中(拓殖)               | 山田(拓殖)             | 城西大学         |
| 第33回  | 1999年  | 東京武道館             | 3位  | 拓殖大學     | 東京国際大     | 東京国際大     | 城西大学     | 北里大学     | 拓殖大學     | 拓殖大學     | 加藤(拓殖)               | 若林(大東)             | 加藤(城西)               | 板垣(東国)             | 北海道大学       |
| 第34回  | 2000年  | 東京武道館             | 優勝 | 拓殖大學     | 東京国際大     | 大東文化大     | 大東文化大   | 福島県医大   | 大東文化大   | 大東文化大   | 市原(拓殖)               | 須藤(福医)             | 中野(拓殖)               | 星野(東国)             | 福島県医A        |
| 第34回  | 2000年  | 東京武道館             | 2位  | 大東文化大   | 拓殖大學       | 北海道大学     | 城西大学     | 北海道大学   | 拓殖大學     | 拓殖大學     | 石山(法政)               | 牛嶋(福医)             | 佐藤(北里)               | 山田(拓殖)             | 北里大学         |
| 第34回  | 2000年  | 東京武道館             | 3位  | 福島県医大   | 城西大学       | 東京国際大     | 拓殖大學     | 城西大学     | 東京国際大   | 東京国際大   | 菅城(経法)               | 中島(大東)             | 宮下(医歯)               | 中島(大東)             | 拓殖大學B        |
| 第35回  | 2001年  | 東京武道館             | 優勝 | 福島県医大   | 北里大学       | 東京国際大     | 拓殖大學     | 福島県医大   | 東京国際大   | 東京国際大   | 小牧(國士)               | 蔵前(北大)             | 宮下(医歯)               | 佐藤(東湘)             | 福島県医B        |
| 第35回  | 2001年  | 東京武道館             | 2位  | 北海道大学   | 城西大学       | 福島県医大     | 大東文化大   | 北海道大学   | 大東文化大   | 大東文化大   | 梁田(二松)               | 高桑(北大)             | 河合(北里)               | 小松原(北十)           | 福島県医A        |
| 第35回  | 2001年  | 東京武道館             | 3位  | 大東文化大   | 大東文化大     | 城西大学       | 東京医歯大   | 拓殖大學     | 東京医歯大   | 東京医歯大   | 大江(拓殖)               | 郡司(大東)             | 川村(北十)               | 五十嵐(拓殖)           | 城西大学A        |
| 第36回  | 2002年  | 東京武道館             | 優勝 | 拓殖大學     | 國士舘大學     | 拓殖大學       | 拓殖大學     | 福島県医大   | 東京国際大   | 大東文化大   | 小牧(國士)               | 影山(拓殖)             | 板山(拓殖)               | 長谷川(新潟)           | 北里大学B        |
| 第36回  | 2002年  | 東京武道館             | 2位  | 東京国際大   | 東京国際大     | 東京国際大     | 東京医歯大   | 拓殖大學     | 東京医歯大   | 福島県医大   | 並川(大東)               | 桑原(拓殖)             | 宮下(医歯)               | 小松原(北十)           | 大東文化大       |
| 第36回  | 2002年  | 東京武道館             | 3位  | 國士舘大學   | 城西大学       | 北里大学       | 城西大学     | 城西大学     | 拓殖大學     | 東京国際大   | 坂本(東国)               | 相川(東湘)             | 秋庭(北大)               | 佐藤(福医)             | 北里大学A        |
| 第37回  | 2003年  | 東京武道館             | 優勝 | 拓殖大學     | 拓殖大學       | 東北福祉大     | 北里十和田   | 福島県医大   | 拓殖大學     | 拓殖大學     | 板山(拓殖)               | 桑原(拓殖)             | 宮下(医歯)               | 瀬藤(早稲)             | 拓殖大學A        |
| 第37回  | 2003年  | 東京武道館             | 2位  | 東京国際大   | 國士舘大學     | 拓殖大學       | 東京国際大   | 東京国際大   | 大東文化大   | 東京国際大   | 坂本(東国)               | 星(東国)               | 高橋(國士)               | 長谷川(新潟)           | 北里大学A        |
| 第37回  | 2003年  | 東京武道館             | 3位  | 大東文化大   | 大東文化大     | 北海道大学     | 拓殖大學     | 北里大学     | 東京国際大   | 福島県医大   | 小牧(國士)               | 相川(東湘)             | 安中(北十)               | 阿部(東国)             | 法政大学A        |
| 第38回  | 2004年  | 東京武道館             | 優勝 | 東京国際大   | 北里十和田     | 城西大学       | 北里十和田   | 北里大学     | 福島県医大   | 東京国際大   | 羽石(國士)               | 三尾(北大)             | 坂本(北十)               | 瀬藤(早稲)             | 北海道大B        |
| 第38回  | 2004年  | 東京武道館             | 2位  | 北里十和田   | 拓殖大學       | 東京国際大     | 福島県医大   | 北里十和田   | 東京大学     | 北里十和田   | 坂本(東国)               | 梅林(東国)             | 堀米(日大)               | 藤田(和歌)             | 東京大学A        |
| 第38回  | 2004年  | 東京武道館             | 3位  | 北海道大学   | 東京国際大     | 北里大学       | 東海大湘南   | 福島県医大   | 東京国際大   | 北里大学     | 堀米(日大)               | 元田(城西)             | 北村(福山)               | 梅林(東国)             | 東京国際A        |
| 第39回  | 2005年  | 東京武道館             | 優勝 | 東京国際大   | 福島県医大     | 拓殖大學       | 北里十和田   | 北里大学     | 拓殖大學     | 拓殖大學     | 坂本(東国)               | 三尾(北函)             | 坂本(東国)               | 石田(北十)             | 北里大学A        |
| 第39回  | 2005年  | 東京武道館             | 2位  | 拓殖大學     | 拓殖大學       | 東京大学       | 東海大湘南   | 福島県医大   | 東京国際大   | 福島県医大   | 橋本(東国)               | 大堀(城西)             | 坂本(北十)               | 宮崎(北里)             | 東京大学A        |
| 第39回  | 2005年  | 東京武道館             | 3位  | 北里大学     | 法政大学       | 東京国際大     | 北里大学     | 法政大学     | 東海大湘南   | 北里大学     | 中矢(北十)               | 岩瀬(東大)             | 堀米(日大)               | 後藤(東大)             | 北海道大A        |
| 第40回  | 2006年  | 東京武道館             | 優勝 | 拓殖大學     | 拓殖大學       | 法政大学       | 北海道大学   | 北里十和田   | 二松學舎大   | 福島県医大   | 林(二松)                 | 雨間(拓殖)             | 高木(拓殖)               | 瀬藤(大市)             | 北海道大A        |
| 第40回  | 2006年  | 東京武道館             | 2位  | 東京大学     | 北里十和田     | 拓殖大學       | 東京大学     | 北里大学     | 拓殖大學     | 大東文化大   | 森本(福医)               | 岩瀬(東大)             | 佐々木(愛学)             | 志賀(拓殖)             | 東京大学A        |
| 第40回  | 2006年  | 東京武道館             | 3位  | 北海道大学   | 東京大学       | 大東文化大     | 北里十和田   | 福島県医大   | 東京大学     | 北里十和田   | 田中(東国)               | 瀬藤(大市)             | 才野(福山)               | 大里(北里)             | 北里大学B        |
| 第41回  | 2007年  | 東京武道館             | 優勝 | 拓殖大學     | 東京大学       | 福島県医大     | 北里大学     | 北里十和田   | 二松學舎大   | 福島県医大   | 高木(拓殖)               | 長嶋(拓殖)             | 大村(北大)               | 瀬藤(大市)             | 二松學舎大       |
| 第41回  | 2007年  | 東京武道館             | 2位  | 東京大学     | 拓殖大學       | 東京大学       | 北里十和田   | 福島県医大   | 北里十和田   | 東京大学     | 宇宿(拓殖)               | 平山(北里)             | 佐々木(愛学)             | 廣瀬(福医)             | 東京大学B        |
| 第41回  | 2007年  | 東京武道館             | 3位  | 福島県医大   | 東京国際大     | 北里十和田     | 東京大学     | 神戸学院大   | 拓殖大學     | 北里十和田   | 永井(早稲)               | 奥山(北大)             | 大本(福山)               | 奥山(北大)             | 東京大学A        |
| 第42回  | 2008年  | 東京武道館             | 優勝 | 東京大学     | 東京大学       | 北里十和田     | 東京大学     | 福島県医大   | 北里十和田   | 北里十和田   | 古藤(北十)               | 瀬藤(大市)             | 大本(福山)               | 瀬藤(大市)             | 東京大学B        |
| 第42回  | 2008年  | 東京武道館             | 2位  | 北里十和田   | 二松學舎大     | 大東文化大     | 東京医歯大   | 東京大学     | 東京大学     | 福島県医大   | 柴山(二松)               | 橋本(北大)             | 大村(北大)               | 阿部(東国)             | 東京大学A        |
| 第42回  | 2008年  | 東京武道館             | 3位  | 北海道大学   | 北里十和田     | 北海道大学     | 北里大学     | 北海道大学   | 二松學舎大   | 二松學舎大   | 山家(東大)               | 町田(北十)             | 松本(北大)               | 廣瀬(福医)             | 北里大学         |
| 第43回  | 2009年  | 東京武道館             | 優勝 | 東京大学     | 城西大学       | 北里十和田     | 北里大学     | 東京大学     | 東京大学     | 福島県医大   | 関口(城西)               | 瀬藤(大市)             | 大本(福山)               | 瀬藤(大市)             | 北海道大B        |
| 第43回  | 2009年  | 東京武道館             | 2位  | 北里十和田   | 神戸学院大     | 北海道大学     | 北里十和田   | 福島県医大   | 北里十和田   | 北里十和田   | 大本(福山)               | 笠原(医歯)             | 大山(北里)               | 廣瀬(福医)             | 東京大学B        |
| 第43回  | 2009年  | 東京武道館             | 3位  | 福島県医大   | 拓殖大學       | 防衛医科大     | 福島県医大   | 北海道大学   | 北里大学     | 東京大学     | 大内(神学)               | 橋本(北大)             | 足立(福井)               | 泊(二松)               | 北海道大A        |
| 第44回  | 2010年  | 東京武道館             | 優勝 | 東京大学     | 東京大学       | 防衛医科大     | 東京大学     | 東京大学     | 東京大学     | 福島県医大   | 芝吹(北十)               | 桑原(大東)             | 清水(東大)               | 泊(二松)               | 北里大学A        |
| 第44回  | 2010年  | 東京武道館             | 2位  | 福島県医大   | 福島県医大     | 北里十和田     | 北里十和田   | 北里大学     | 北里十和田   | 東京大学     | 菊家(防医)               | 泊(二松)               | 足立(福医)               | 佐藤(福医)             | 東京大学B        |
| 第44回  | 2010年  | 東京武道館             | 3位  | 北里十和田   | 防衛医科大     | 福島県医大     | 北里大学     | 福島県医大   | 北海道大学   | 北里大学     | 満仲(城西)               | 石川(早稲)             | 塚田(北里)               | 植木(東大)             | 東京大学B        |
| 第45回  | 2011年  | 東京武道館             | 優勝 | 東京大学     | 福島県医大     | 北海道大学     | 北海道大学   | 東京大学     | 東京大学     | 福島県医大   | 良本(東大)               | 佐藤(鶴専)             | 上原(北大)               | 佐藤(鶴専)             | 東京大学B        |
| 第45回  | 2011年  | 東京武道館             | 2位  | 福島県医大   | 東京大学       | 福島県医大     | 東京大学     | 福島県医大   | 福島県医大   | 北里大学     | 仲佐(北里)               | 中原(北大)             | 前田(東大)               | 磯野(東大)             | 東京大学A        |
| 第45回  | 2011年  | 東京武道館             | 3位  | 北海道大学   | 北里十和田     | 北里十和田     | 福島県医大   | 北里十和田   | 北海道大学   | 北里十和田   | 日名地(琉球)             | 高木(北里)             | 塚田(北里)               | 飯島(福医)             | 北里大学A        |
| 第46回  | 2012年  | 東京武道館             | 優勝 | 東京大学     | 北海道大学     | 東京大学       | 東京大学     | 東京大学     | 東京大学     | 福島県医大   | 仲佐(北里)               | 高橋(宮城)             | 上原(北大)               | 長根(福医)             | 東京大学B        |
| 第46回  | 2012年  | 東京武道館             | 2位  | 福島県医大   | 拓殖大學       | 北海道大学     | 北里大学     | 福島県医大   | 福島県医大   | 東京大学     | 佐々木(東湘)             | 佐藤(鶴専)             | 長瀬(医歯)               | 清水(琉球)             | 福島県医大       |
| 第46回  | 2012年  | 東京武道館             | 3位  | 北海道大学   | 福島県医大     | 北里大学       | 福島県医大   | 神戸学院大   | 東海大湘南   | 琉球大学     | 本田(東大)               | 飯田(東湘)             | 野本(北十)               | 佐藤(鶴専)             | 北海道大学A      |
| 第47回  | 2013年  | 東京武道館             | 優勝 | 東京大学     | 福島県医大     | 東京大学       | 東京大学     | 東京医歯大   | 北里十和田   | 東京大学     | 渡邊(城西)               | 成島(北里)             | 嶋本(東大)               | 清水(琉球)             | 東京大学A        |
| 第47回  | 2013年  | 東京武道館             | 2位  | 福島県医大   | 東海大湘南     | 福島県医大     | 北里十和田   | 東京大学     | 福島県医大   | 福島県医大   | 野田(東大)               | 加藤(東大)             | 佐々木(東湘)             | 北野(東大)             | 北里大学B        |
| 第47回  | 2013年  | 東京武道館             | 3位  | 北里十和田   | 北里十和田     | 城西大学       | 北里大学     | 城西大学     | 北里大学     | 城西大学     | 佐々木(東湘)             | 高橋(宮城)             | 野本(北十)               | 植田(城西)             | 東京大学B        |
| 第48回  | 2014年  | 東京武道館             | 優勝 | 東京大学     | 東海大学湘南   | 東京大学       | 東京大学     | 北里十和田   | 東京大学     | 東京大学     | 高柳(拓殖)               | 加藤（東大）           | 佐々木（東湘）           | 佐藤（鶴岡高専）       | 東京大学A        |
| 第48回  | 2014年  | 東京武道館             | 2位  | 東海大湘南   | 防衛医科大学校 | 福島県医大     | 北里十和田   | 北里大学     | 拓殖大學     | 福島県医大   | 小島（北十）             | 石橋（東湘）           | 浦島（北里）             | 稲見（千葉）           | 千葉大学A        |
| 第48回  | 2014年  | 東京武道館             | 3位  | 北里十和田   | 東京大学       | 防衛医科大学校 | 北里大学     | 福島県医大   | 千葉大学     | 北里大学     | 先間（防大）             | 小田島（東大）         | 齋藤（慶應）             | 桐谷（東大）           | 北里大学B        |
| 第49回  | 2015年  | 東京武道館             | 優勝 | 東京大学     | 東京大学       | 福島県医大     | 東京大学     | 北里大学     | 東京大学     | 北里大学     | 猪股（帝京科学）         | 駒澤（拓殖）           | 浦島（北里）             | 稲見（千葉）           | 千葉大学A        |
| 第49回  | 2015年  | 東京武道館             | 2位  | 北里大学     | 北海道大学     | 東京大学       | 北里十和田   | 東京大学     | 琉球大学     | 福島県医大   | 浦島（北里）             | 稲見（千葉）           | 先間（防衛医）           | 監物（北里）           | 東京大学A        |
| 第49回  | 2015年  | 東京武道館             | 3位  | 千葉大学     | 北里十和田     | 千葉大学       | 北里大学     | 東京医科歯科 | 千葉大学     | 東京医科歯科 | 西村（東京）             | 鈴木（北里）           | 小島（北里十和田）       | 駒澤（拓殖）           | 東京大学B        |
| 第50回  | 2016年  | 東京武道館             | 優勝 | 東京大学     | 東京大学       | 東京大学       | 千葉大学     | 東京大学     | 東京大学     | 千葉大学     | 大谷（帝京科学）         | 駒澤（拓殖）           | 名倉（東京）             | 望月（東京医科歯科）   | 東京大学A        |
| 第50回  | 2016年  | 東京武道館             | 2位  | 千葉大学     | 北里十和田     | 東京医科歯科   | 福島県医     | 東京医科歯科 | 北海道大学   | 東京大学     | 小川（東京医科歯科）     | 佐藤（新潟医療福祉）   | 齋藤（東京）             | 監物（北里）           | 千葉大学A        |
| 第50回  | 2016年  | 東京武道館             | 3位  | 東京医科歯科 | 拓殖大学       | 福島県医       | 北里十和田   | 千葉大学     | 千葉大学     | 北里大学     | 藤村（城西）             | 春日（東京医科歯科）   | 葛籠貫（北里）           | 井上（千葉）           | 千葉大学B        |
| 第51回  | 2017年  | 東京武道館             | 優勝 | 東京大学     | 東海大学湘南   | 東京大学       | 東京大学     | 東京大学     | 東京大学     | 東京大学     | 岡（東京）               | 木勢（早稲田）         | 齋藤（東京）             | 田和（関西）           | 東京大学A        |
| 第51回  | 2017年  | 東京武道館             | 2位  | 千葉大学     | 千葉大学       | 東京医科歯科   | 北海道大学   | 千葉大学     | 北海道大学   | 北里大学     | 高瀬（千葉）             | 長谷（千葉）           | 下屋（北里）             | 田代（北里）           | 東京大学B        |
| 第51回  | 2017年  | 東京武道館             | 3位  | 北里大学     | 東京大学       | 千葉大学       | 千葉大学     | 東京医科歯科 | 城西大学     | 東京医科歯科 | 梶原（東海大湘南）       | 元木（東海大湘南）     | 石井（北里）             | 井上（千葉）           | 千葉大学B        |
| 第52回  | 2018年  | 東京武道館             | 優勝 | 東京大学     | 千葉大学       | 北海道大学     | 北里大学     | 東京大学     | 東京大学     | 東京大学     | 千倉（千葉）             | 木勢（早稲田）         | 下屋（北里）             | 澤根（東海大清水）     | 東京大学B        |
| 第52回  | 2018年  | 東京武道館             | 2位  | 千葉大学     | 東海大湘南     | 千葉大学       | 東京大学     | 千葉大学     | 千葉大学     | 北海道大学   | 藤田（拓殖）             | 駒澤（拓殖）           | 石井（千葉）             | 落合（東京医科歯科）   | 東京大学A        |
| 第52回  | 2018年  | 東京武道館             | 3位  | 北海道大学   | 東京大学       | 東京大学       | 千葉大学     | 北海道大学   | 城西大学     | 千葉大学     | 大須賀（福島県医）       | 種本（北海道）         | 阿部（東京）             | 竹下（北里）           | 千葉大学A        |
| 第53回  | 2019年  | 東京武道館             | 優勝 | 東京大学     | 東京大学       | 北海道大学     | 東京大学     | 北海道大学   | 東京大学     | 千葉大学     | 豊田（東京医科歯科）     | 石田（北海道）         | 山口（東京）             | 小谷（東京）           | 千葉大学A        |
| 第53回  | 2019年  | 東京武道館             | 2位  | 千葉大学     | 千葉大学       | 東京大学       | 北里大学     | 東京大学     | 北海道大学   | 東京大学     | 塚中（中央）             | 保科（千葉）           | 高松（東京）             | 太田（千葉）           | 千葉大学B        |
| 第53回  | 2019年  | 東京武道館             | 3位  | 北海道大学   | 東京医科歯科   | 千葉大学       | 千葉大学     | 千葉大学     | 千葉大学     | 北海道大学   | 菅原（北海道）           | 高山（城西）           | 下屋（北里）             | 澤根（東海大清水）     | 北海道大学A      |
| 第54回  | 2021年  | 埼玉県立武道館         | 優勝 | 東京大学     | 東京大学       | -              | 東京大学     | 東京大学     | 東京大学     | 東京大学     | 岩橋翔馬(新潟医療福祉)   | 村上海月(倉敷芸術科学) | 塩崎連慈朗(慶應)         | 工藤未唯(北海道)       | 東京大学B        |
| 第54回  | 2021年  | 埼玉県立武道館         | 2位  | 北海道大学   | 北海道大学     | -              | 慶應義塾大学 | 北海道大学   | 北海道大学   | 北海道大学   | 富松亮太(東京)           | 大澤夏帆(東京)         | 村松俊之介(城西)         | 大越美咲(法政)         | 東京大学A        |
| 第54回  | 2021年  | 埼玉県立武道館         | 3位  | 慶應義塾大学 | 北里大学       | -              | 北海道大学   | -            | -            | -            | 三富大雅(早稲田)         | 村瀬志穂（東京）       | 杉山優二郎(新潟医療福祉) | 石川桜(東京)           | 山梨大学         |
| 第55回  | 2022年  | 埼玉県立武道館         | 優勝 | 東京大学     | 千葉大学       | 北海道大学     | 東京大学     | 東京大学     | 東京大学     | 東京大学     | 下田竜也(北里)           | 村上海月(倉敷芸術科学) | 阿部哲郎(慶應)           | 大野瑞稀(千葉)         | 慶應義塾大学B    |
| 第55回  | 2022年  | 埼玉県立武道館         | 2位  | 千葉大学     | 北里大学       | 東京大学       | 慶應義塾大学 | 千葉大学     | 慶應義塾大学 | 千葉大学     | 武藤大将(千葉)           | 大野瑞稀(千葉)         | 下田竜也(北里)           | 百瀬晴菜(東京)         | 東京大学A        |
| 第55回  | 2022年  | 埼玉県立武道館         | 3位  | 慶應義塾大学 | 東京大学       | 千葉大学       | 千葉大学     | 慶應義塾大学 | 千葉大学     | -            | 松浦航己(北海道)         | 澤田真凛（東京）       | 小代田拓巳(東京)         | 長谷川桜子(千葉)       | 東京大学B        |
| 第56 回 | 2023 年 | 東京武道館             | 優勝 | 東京大学     | 東京大学       | 東京大学       | 東京大学     | 慶應義塾大学 | 東京大学     | 慶應義塾大学 | 岩橋翔馬(新潟医療福祉)   | 飯島未夢(東京)         | 上田 歩生(北海道)        | 百瀬晴菜(東京)         | 東京大学B        |
| 第56 回 | 2023 年 | 東京武道館             | 2位  | 慶應義塾大学 | 慶應義塾大学   | 慶應義塾大学   | 慶應義塾大学 | 東京大学     | 慶應義塾大学 | 東京大学     | 杉山優二郎(新潟医療福祉) | 佐々木 万凜(東京)      | 小代田拓巳(東京)         | 村上海月(倉敷芸術科学) | 東京大学A        |
| 第56 回 | 2023 年 | 東京武道館             | 3位  | 北海道大学   | 山梨大学       | 千葉大学       | 千葉大学     | 千葉大学     | 山梨大学     | 千葉大学     | 野波柾希(北海道)         | 村上海月(倉敷芸術科学) | 水谷 友紀(北海道)        | 進藤 玲那(北里)        | 北里大学A        |
| 第57回  | 2024年  | 小瀬スポーツ公園武道館 | 優勝 | 東京大学     | 北海道大学     | 東京大学       | 東京大学     | 慶應義塾大学 | 東京大学     | 慶應義塾大学 | 佐々木 竜胆(東京)        | 池田 美璃(東京)        | 中原 啓太(東京)          | 細田 美佳(慶應義塾)    | 慶應義塾大学B    |
| 第57回  | 2024年  | 小瀬スポーツ公園武道館 | 2位  | 慶應義塾大学 | 慶應義塾大学   | 千葉大学       | 慶應義塾大学 | 千葉大学     | 慶應義塾大学 | 千葉大学     | 恒藤 亮斗(神戸学院)      | 三浦 知咲歩(北海道)    | 水谷 友紀(北海道)        | 佐藤茉奈(東京)         | 東京大学B        |
| 第57回  | 2024年  | 小瀬スポーツ公園武道館 | 3位  | 千葉大学     | 早稲田大学     | 慶應義塾大学   | 早稲田大学   | 東京大学     | 早稲田大学   | 早稲田大学   | 宮川 怜碧那(神奈川)      | 中田 春陽（北海道）    | 髙橋 颯(東京医科歯科)    | 野口ゆいこ(東京)       | 千葉大学A        |